# Sergej Uslamin
Sergej Aleksjejewicz Uslamin (a volte citato come Serguei Ouslamin, in russo Сергей Алексеевич Усламин?; Kujbyšev, 23 febbraio 1963) è un ex ciclista su strada russo, sovietico fino al 1991. Professionista dal 1989 al 1997..

## Palmarès

### Strada
- 1983 (Dilettante, 1 vittoria)

Classifica generale Tour de Crimée
4ª tappa Tour du Vaucluse
- 1984 (Dilettante, 2 vittorie)

3ª tappa Vuelta a Cuba
11ª tappa Vuelta a Cuba (Cronometro)
- 1985 (Dilettante, 4 vittorie)

3ª tappa Giro d'Italia dilettanti (Reggello > Riolo Terme)
10ª tappa Giro d'Italia dilettanti (Conegliano > Bassano del Grappa)
Classifica generale Giro d'Italia dilettanti
- 1986 (Dilettante, 5 vittorie)

4ª tappa Giro della Bassa Sassonia
5ª tappa Giro della Bassa Sassonia (Cronometro a squadre)
6ª tappa Giro della Bassa Sassonia
Classifica generale Giro della Bassa Sassonia
3ª tappa Corsa della Pace (Kiev > Kiev, Cronometro a squadre)
- 1987 (Dilettante, 4 vittorie)

Tour du Loir-et-Cher
1ª tappa Tour de Sochi
2ª tappa Ruban Granitier Breton (Rennes > Rennes)
7ª tappa Ruban Granitier Breton (Pouldreuzic > Pouldreuzic, Cronometro)
- 1988 (Dilettante, 2 vittoria)

4ª tappa Giro d'Italia dilettanti
1ª tappa 1ª semitappa Giro delle Regioni (Roma > Viterbo)

#### Altri successi
- 1984 (Dilettante)

Classifica giovani Giro delle Regioni
- 1989 (Alfa Lum-STM)

Cronostaffetta, Cronometro a squadre (Cepagatti)

## Piazzamenti

### Grandi Giri
- Giro d'Italia

1989: 42º
1990: 125º
1996: 46º
1997: 51º
- Tour de France

1990: ritirato (11ª tappa)
1991: 136º
1996: 87º
- Vuelta a España

1991: 77º
1992: 58º
1997: 86º

### Classiche monumento
- Liegi-Bastogne-Liegi

1991: 106º
- Giro di Lombardia

1997: ritirato

### Competizioni mondiali
- Campionati del mondo su strada

Giavera del Montello 1985 - In linea Dilettanti: 22º
Chambéry 1989 - In linea Professionisti: ritirato
Benidorm 1992 - In linea Professionisti: ritirato
San Sebastián 1997 - In linea Elite: 76º